# Chó ngao Neapolitan
Chó ngao Neopolitan hay Chó ngao khổng lồ Neapolitan (Neapolitan Mastiff) là loài chó ngao có nguồn gốc từ Ý thời cổ đại. Tuy trước kia nó được dùng làm chó chiến đấu nhưng nay có vẻ hiền từ. Tuy nhiên khả năng chiến đấu vẫn còn duy trì, nên nó là loại chó canh gác tốt.

## Đặc điểm
Giống chó to khoẻ tai cụp của Ý, là hậu sinh của chó Molossus dữ dằn của La Mã cổ đại. Chúng có cái đầu thật lớn và thân hình to khoẻ. Cơ thể khổng lồ dị thường của chó Neapolitan Mastiff trung bình nặng tới 70 kg và cao 0,8 mét. Chó Neopolitan Mastiff có bề ngoài hung dữ. Đầu to và nhiều nếp nhăn lớn đến tận cổ. Chó Neapolitan Mastiff có màu đỏ và màu xám đen. Lông ngắn dày có màu đen, xám hoặc nâu vàng, đôi khi có màu trắng ở bàn chân. Mắt có màu phù hợp với màu lông. Có chiều cao khoảng từ 65 – 75 cm, con cái từ 60 – 70 cm, nặng tới 70 kg.
Chó Neapolitan Mastiff từng tham gia chiến tranh trong các binh đoàn La Mã. Chúng được mặc áo giáp cắm chông sắc, rồi chạy thẳng tới chọc thủng bụng các con ngựa phía quân địch. Sau chiến tranh thế giới II, chúng gần như tuyệt chủng. Trước kia người ta chỉ thấy chúng tập trung đa số ở Ý nhưng bây giờ thì còn thấy xuất hiện ở nhiều nơi khác nữa. Loài chó rất ít khi sủa này có thể bảo vệ gia đình rất tốt. Mặc dù bên ngoài trông rất hung dữ nhưng nó lại hiền lành, thân thiện và thích chơi đùa với trẻ em, dũng cảm và chịu được khó khăn. Trong chiến tranh giống chó này được dùng để đánh nhau, truy bắt tội phạm và làm bảo vệ. Hiện nay nó còn được huấn luyện để bảo vệ người và tài sản.
Chúng là nguồn để lai giống ra con chó mạnh mẽ American Bandogge là giống chó lai giữa Pit Bull Terrier và Neapolitan Mặc dù nhìn rất cơ bắp, loài chó ban đầu không phải để chiến đấu. Tuy nhiên, một số người đã sử dụng nó như một chú chó chiến đấu thực thụ.